# 3-(4-甲氧基苯甲酰基)丙酮酸乙酯
3-(4-甲氧基苯甲酰基)丙酮酸乙酯是一种有机化合物，化学式为C13H14O5。它可由4'-甲氧基苯乙酮、乙醇钠和草酸二乙酯反应制得。它和肼在乙酸中反应，可以得到5-(4-甲氧基苯基)吡唑-3-甲酸乙酯。